# 尤斯頓站 (倫敦地鐵)
尤斯頓站（英語：Euston tube station）是英國倫敦地鐵維多利亞線及北線兩個市中心支線的轉乘站，與地面的尤斯頓城際鐵路站直接連結。地鐵站位於倫敦軌道運輸第1收費區。
尤斯頓站最初落成時是兩個分開的地鐵站，後期才透過地下通道合二為一。北線4個月台中的3個月台是於1907年連同車站一同啟用。1924年前，尤斯頓站亦曾是城市及南倫敦鐵路（北線銀行支線前身）的北端總站。1960年代，尤斯頓站為配合維多利亞線建造工程而大規模改造，新的北線4號月台及維多利亞線月台分別於1967、1968年啟用。此外，2號高速鐵路及2號橫貫鐵路亦有改建本站的規劃，並同時為本站增加地下轉乘通道至附近鐵路站。
本站位於北線銀行支線卡姆登鎮站與國王十字聖潘克拉斯站間，查令十字支線莫寧頓街站及華倫街站間，以及維多利亞線國王十字聖潘克拉斯站與華倫街站之間。本站與尤斯頓城際站設有閘機分隔兩站，地鐵乘客如需轉乘倫敦地上鐵沃特福德直流電鐵線或國鐵，需要先於地鐵站出閘，然後於城際站閘口再次入閘，反之亦然。尤斯頓廣場站位於本站西南方約250米處，乘客出閘後可步行至該站轉乘環線、漢默史密斯及城市線及大都會線。倫敦地鐵於此站設出閘轉乘機制，使用蠔卡或其他非接觸式支付系統於指定時間內於此站與尤斯頓城際站／尤斯頓廣場站間轉綫，會被視作一程車程。

## 歷史

### 北線

#### 查令十字、尤斯頓及漢普斯特德鐵路
興建地鐵站以服務尤斯頓城際車站的構想最初出現在1891年11月的漢普斯特德、聖潘克拉斯及查令十字鐵路計劃中。當時向英國國會提交的私人條例草案中，鐵路主線由漢普斯特德的石楠荒原街至查令十字河岸街，由北向南途經漢普斯特德高街、查爾克農場街、卡姆登鎮高街、漢普斯特德路、尤斯頓路、托登罕宮路、查令十字路等道路；支線則於尤斯頓路以北從主線分出，向東延伸至國王十字站，以服務尤斯頓、聖潘克拉斯和國王十字城際車站。除支線尤斯頓至國王十字一段外，其餘路線均於1893年獲國會通過。此時鐵路名稱已改為查令十字、尤斯頓及漢普斯特德鐵路(CCE&HR，下簡稱查漢鐵路)。法案於同年8月24日獲御准，成為查漢鐵路法令（1893年）。
1893至1900年，提交方案的查漢鐵路公司一直設法籌得足夠資金興建鐵路。1894年11月24日，公司向國會提交法案，以徵得國會批准其於查令十字、牛津街、尤斯頓和卡姆登鎮徵收額外土地以興建車站。該法案於1895年獲得通過。1898年11月22日，公司向國會提交新法案，以徵得國會批准新的鐵路走線。1899年，該法案獲國會通過，支線得以由尤斯頓向北延伸至卡姆登高街南端，以接回原有主線。此段路線亦得以成為主線的一部分，原1893年法令中尤斯頓路至卡姆登高街的一段主線則被省略。
1900年，查漢鐵路公司被美國投資家查爾斯·耶基斯領導的財團接手，最終財團為興建鐵路籌得足夠資金。鐵路公司於1903年9月至1905年12月間展開隧道鑽挖工程。1907年6月22日，貿易局主席大衛·勞合喬治正式宣佈鐵路通車，查漢鐵路尤斯頓站亦於同日起啟用。

#### 城市及南倫敦鐵路
儘管鐵路技術的創新和龐大的客運需求，城市及南倫敦鐵路（C&SLR，下簡稱城南鐵路）公司的盈利能力並不是特別高，而接二連三、旨在提高利潤的鐵路擴建工程更為公司財務帶來壓力。公司股息低且逐年下降（1898 年為 21⁄8%，1899 年為 17⁄8%，1900 年為 11⁄4%）。此外，該公司把城南鐵路延伸至沼澤門後，就把原有總站威廉王街車站廢棄，因此公司亦被指責極度浪費。 1900年，公司正在建設城南鐵路沼澤門至天使延伸段。為了避開公司的聲譽問題並使其更容易籌集資金擴展鐵路，1900年11月，一家名義上獨立的公司伊斯靈頓和尤斯頓鐵路（I&ER，實際上此公司與城南鐵路公司有同一主席）向國會提交了下一份延長線路的鐵路條例草案，以徵求國會批准把城南鐵路由天使延伸至尤斯頓。由於中央倫敦鐵路於1900年7月開幕時深受歡迎，為其投資者帶來可觀收入，引致當時同期呈交國會的鐵路條例草案多不勝數。草案雖然於1901年獲批，但國會委員會無法趕及於1901年會期完結前審核草案，導致草案需要於1902年重新交予國會審批。1902年，由於憂慮鐵路延伸會為大都會鐵路的國王十字至沼澤門客運服務帶來競爭，大都會鐵路公司於國會向該鐵路延伸作出反對，草案因而未獲通過。1902年11月，城南鐵路公司親自向國會提交草案，草案第三次於國會審批。最終國會於1903年批准鐵路延伸。

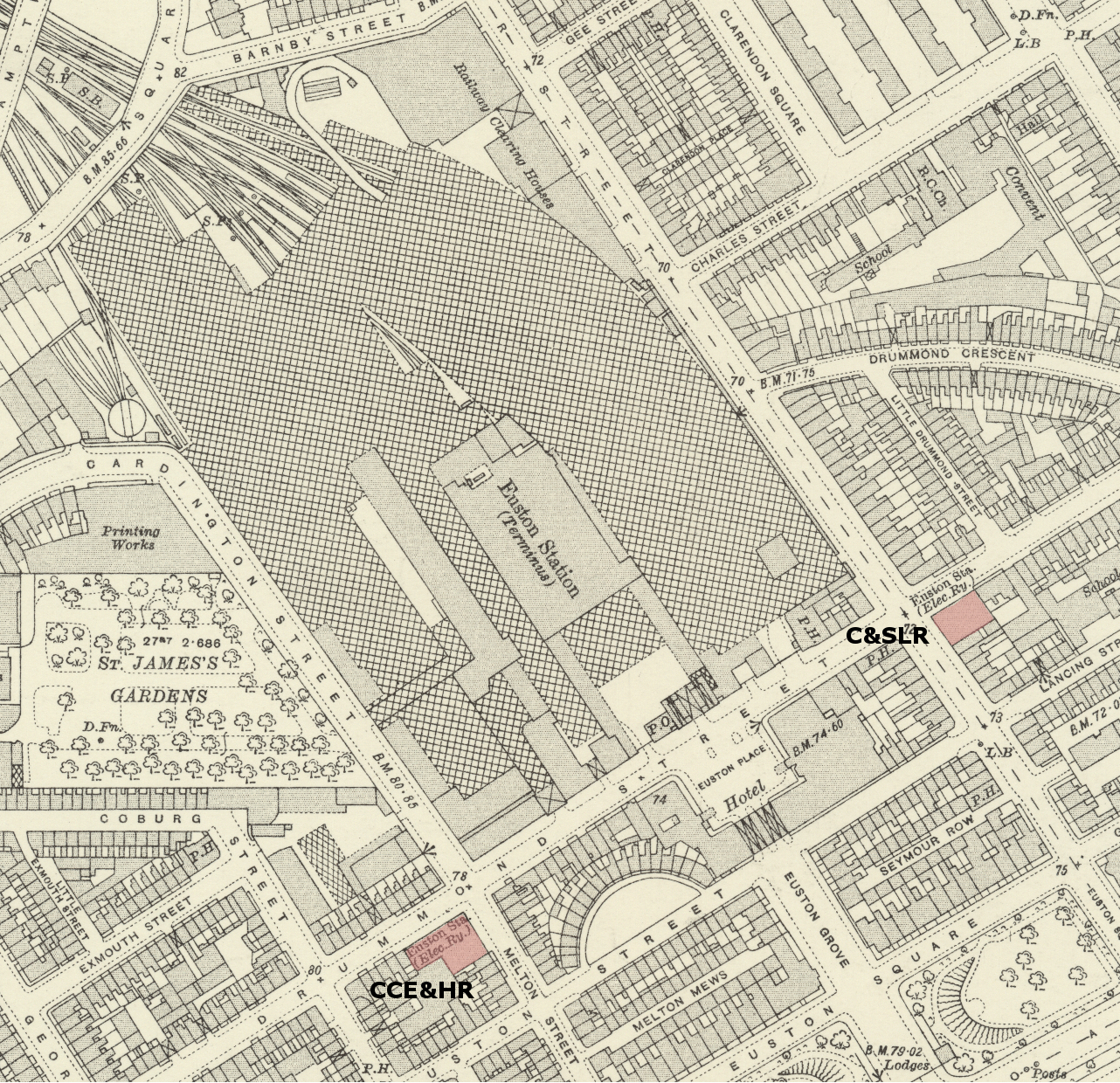
地圖可見查漢鐵路尤斯頓站站房位於尤斯頓城際站西南端，城南鐵路尤斯頓站站房則位於東南端。

得到國會批准後，城南鐵路天使至尤斯頓延伸段工程得以展開。延伸線於1907年5月12日通車，尤斯頓站於同日起成為城南鐵路的北端總站。
此時兩條鐵路的尤斯頓站於地面不同位置設立了自己的站房，兩站中間亦沒有地下通道連接彼此，乘客必須經地面轉乘兩線。

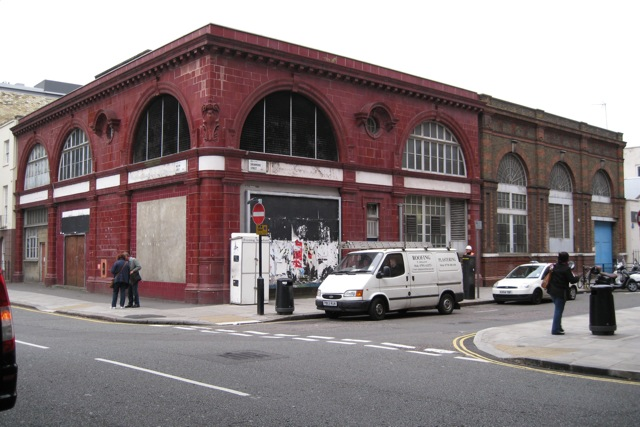
昔日的查漢鐵路尤斯頓站站房，站房外牆鋪上紅磚

由於兩條鐵路的尤斯頓站月台距離非常接近，兩站通道間得以建造一個小型票務處和地下轉車大堂，讓乘客可以直接於地底轉車。建造工程亦設置了通道直達尤斯頓城際車站地底，並以升降機連接城際站大堂。由於城際站地面出入口能夠充分服務尤斯頓地鐵站兩線的月台，因此地鐵站不再需要自己的站房和車站出口，地鐵站原有的兩座地面站房均於1914年9月30日關閉。原屬查漢鐵路的站房曾被改作變電站（後改為通風樓），現因為2號高速鐵路尤斯頓站擴建工程而需要拆卸。原屬城南鐵路的站房則已於1934年拆卸，以騰出空間興建倫敦、米德蘭和蘇格蘭鐵路總部大樓尤斯頓樓。
城南鐵路沼澤門至銀行段隧道直徑達3.51米，但其餘路段（包括尤斯頓至沼澤門一段）均只有3.10-3.20米，較查漢鐵路和其他深層隧道路線的3.51米為小 。由於較小的隧道直徑限制了城南鐵路列車的載客量，1912年城南鐵路公司向國會提交法案，為其鐵路隧道進行擴闊工程。與此同時，倫敦電氣鐵路公司（成立於1910年，前身為倫敦地下電氣鐵路公司）亦提交法案，徵求國會批准興建隧道連接城南鐵路的尤斯頓站和查漢鐵路的卡姆登鎮站。由於第一次世界大戰，這兩項工程延宕至1922年才展開。1922年8月8日，城南鐵路尤斯頓站至沼澤門站一段停運以進行擴闊工程。1924年4月20日，城南鐵路尤斯頓至沼澤門段重開，連接查漢鐵路卡姆登鎮站的新隧道亦完工通車，自此兩條鐵路正式貫通。

### 貝克街及滑鐵盧鐵路
1899年，貝克街及滑鐵盧鐵路(BS&WR，下簡稱貝克盧鐵路，現貝克盧線前身)公司亦曾向國會提交新法案，以徵得國會批准新的鐵路走線。走線改動包括將鐵路由馬里波恩站西延至帕丁頓站，並設置攝政公園至尤斯頓支線。由於1863年通車的大都會鐵路早已提供帕丁頓至尤斯頓的客運服務，因此大都會鐵路公司於國會向上述兩項改動作出強烈反對。國會亦接受有關意見，因此貝克盧鐵路公司未能獲批興建支線至尤斯頓站。倘若相關方案得以批准並落實，貝克盧鐵路的尤斯頓站站房就會位處城際站西側。

### 倫敦與西北鐵路

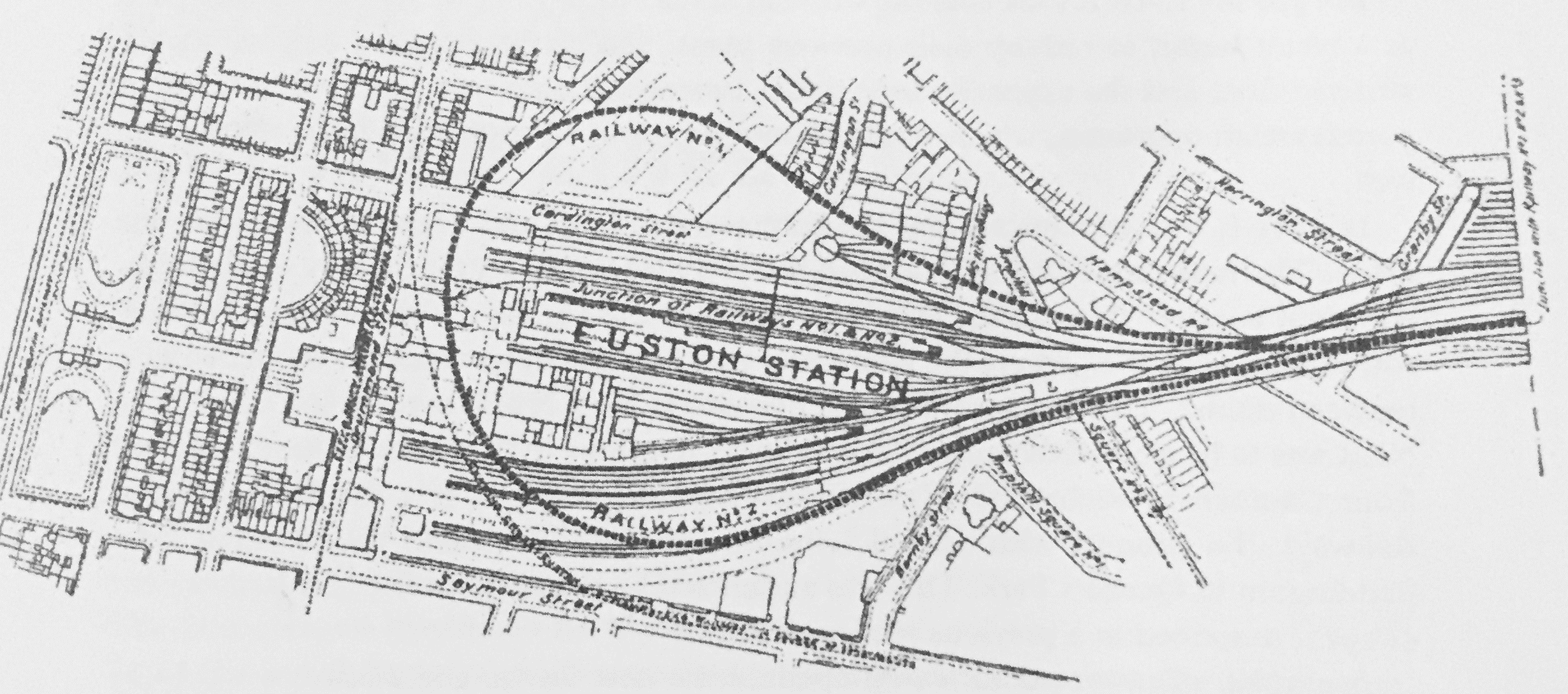
從地圖可見倫敦與西北鐵路公司所規劃的環形迴車道位於尤斯頓城際站與附近街道地底

1906年，倫敦與西北鐵路公司（此公司當時於尤斯頓城際站提供城際列車服務）宣佈一系列計劃，當中包括：
- 於尤斯頓至沃特福德交匯沿線興建一條與西海岸主線平行的新鐵路
- 於尤斯頓城際站地底興建長達1452米、距城際站地面16.92米深的單軌環形迴車道
- 於尤斯頓城際站地底、地鐵站查漢鐵路月台附近設立只有一個月台的地下車站[18]

此計劃於1906年11月呈交國會，並於1907年7月26日得到御准。最終鐵路公司於1911年擱置興建尤斯頓地鐵站及環形迴車道的計劃，同時鐵路公司改為只於卡姆登至沃特福德交匯興建新鐵路（現沃特福德直流電鐵線），新鐵路於卡姆登匯入原有鐵路，並以尤斯頓城際站為起訖點。

### 維多利亞線

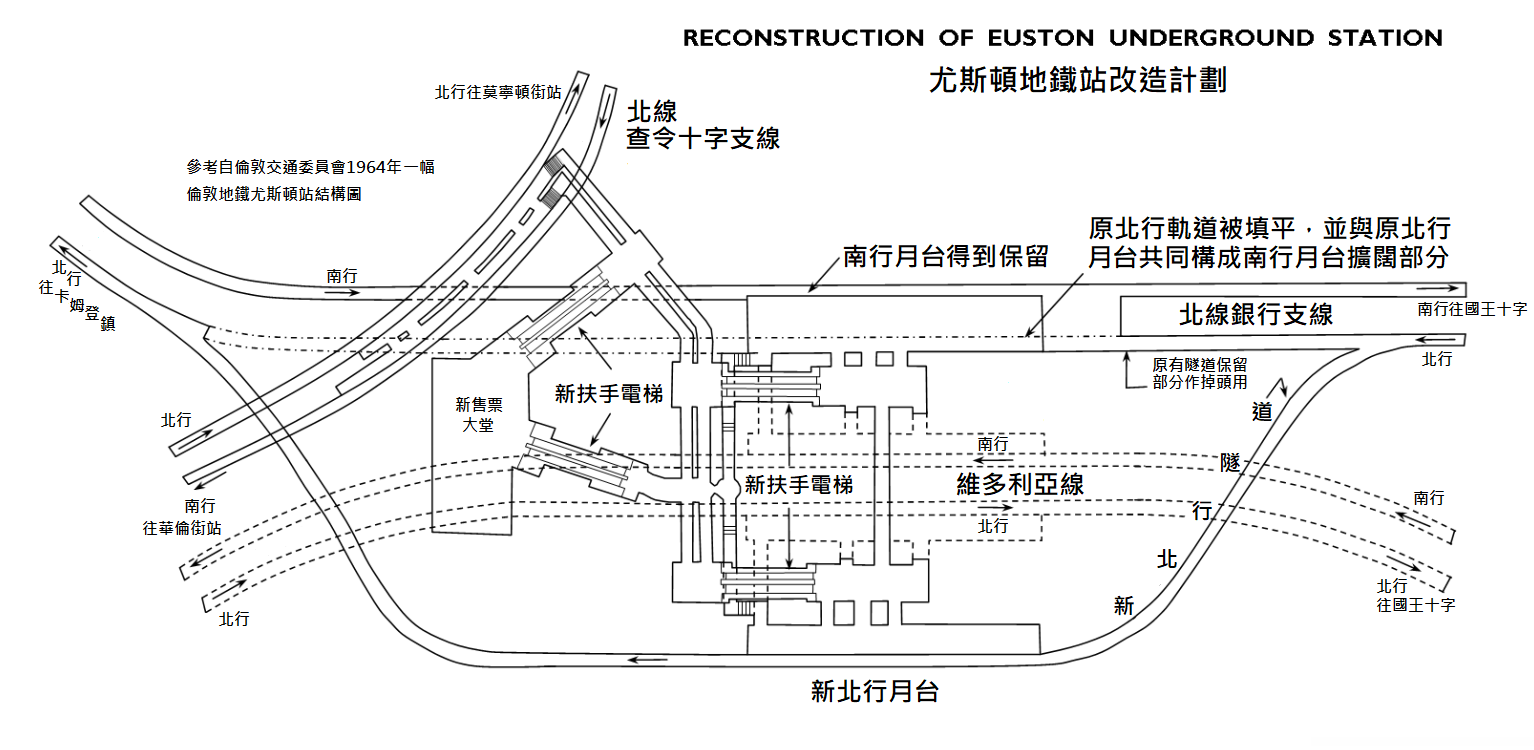
尤斯頓站改造圖，可見銀行支線北行線新繞行隧道、新月台、以及維多利亞線月台的相對位置

維多利亞線的相關規劃始於1940年代。1943年的倫敦郡發展計劃中，就有規劃一條地鐵線連接東北倫敦與市中心。
政府於1955年批准了一條以沃爾瑟姆斯托，並途經國王十字、尤斯頓和倫敦維多利亞車站的新地鐵線。1962年，政府正式撥款興建此線。
尤斯頓地鐵站於維多利亞線建造工程中歷經大規模改造，以實現維多利亞線和北線銀行支線之間的順向跨月台轉車。在尤斯頓站，北線查令十字支線南北行月台位於各自的管道，但銀行支線則位於同一管道，因此繁忙時間銀行支線的島式月台均會異常擁擠，非常危險。為了提供跨月台轉乘，銀行支線北行線設立了一段新繞行隧道，以騰出空間擴闊南行月台、設置新北行月台，並於兩月台間增設維多利亞線月台。銀行支線原有的北行軌道則被填平，與原北行月台構成南行月台擴闊部分。
改造工程亦包括在城際站大堂下方挖掘新空間以容納新售票大堂，原有連接兩層的升降機則被扶手電梯取代。新售票大堂亦以電梯連接轉車大堂，而轉車大堂亦新設扶手電梯連接維多利亞線和北線銀行支線的兩座島式月台。兩座月台下方亦設聯絡通道連接彼此。1967年10月15日，北線銀行支線於尤斯頓站改用新北行月台。1968年12月1日，維多利亞線高貝里及伊斯靈頓至華倫街段通車，尤斯頓站維多利亞線月台亦隨之啟用。由於軌道配置關係，於尤斯頓站維多利亞線和北線銀行支線之間進行順向跨月台轉乘的乘客會發現月台兩側列車的行駛方向是相反的。

## 未來規劃
現時倫敦地鐵環線、漢默史密斯及城市線及大都會線並沒有服務尤斯頓城際站/地鐵站。乘客需經地面步行至位於城際站西南方約250米處的尤斯頓廣場站出入口以轉乘這些路線。在2號高速鐵路建造計劃中，尤斯頓城際站於改造工程時會同時建設一條直接貫通尤斯頓廣場站的地下通道 ，屆時原屬查令十字、尤斯頓及漢普斯特德鐵路的尤斯頓地鐵站站房將會拆卸以釋放空間予建造工程。
此外，2號橫貫鐵路計劃於尤斯頓與聖潘克拉斯間地底增設地下車站，屆時本站或增設新地下轉乘通道至聖潘克拉斯車站或國王十字聖潘克拉斯站。

## 接駁交通
倫敦公車18, 30, 59, 68, 73, 91, 168, 205, 253, 390 和476號線，以及通宵公車路線 N5, N20, N91 和 N253線均會於尤斯頓城際站旁的尤斯頓巴士總站設站。

### 引用
1. ↑   (Microsoft Excel). Transport for London. 2011-05  [2011-08-07].
2. ↑  . 倫敦憲報. 24 November 1891.
3. ↑  . 倫敦憲報. 25 August 1893.
4. ↑  . 倫敦憲報. 24 November 1893.
5. ↑  . 倫敦憲報. 22 November 1898.
6. ↑  . 倫敦憲報. 11 August 1899.
7. ↑  Wolmar 2005，第185頁.
8. ↑  Report of the opening - . The Times (London). 24 June 1907: 3  [31 August 2008].[] (registration required).
9. 1 2 3 4 5  Rose 1999.
10. ↑  Badsey-Ellis 2005，第95頁.
11. ↑  . 倫敦憲報. 23 November 1900.
12. ↑  Bruce & Croome 2006，第9頁.
13. ↑  Wolmar 2005，第156頁.
14. 1 2 3  Connor 2006，第125頁.
15. ↑  Badsey-Ellis 2005，第86頁.
16. ↑  . 倫敦憲報. 22 November 1912.
17. ↑  . 倫敦憲報. 4 August 1899.
18. ↑  Badsey-Ellis 2005，第268–269頁.
19. ↑  . 倫敦憲報. 23 November 1906.
20. ↑  Badsey-Ellis 2005，第269頁.
21. ↑  Badsey-Ellis 2005，第270頁.
22. ↑  Day & Reed 2010，第160頁.
23. ↑  Day & Reed 2010，第160,168頁.
24. ↑  Day & Reed 2010，第168頁.
25. ↑  . Abandonedstations.org.uk.   [12 April 2015]. （原始内容存档于2022-09-27）.
26. ↑  Transport for London.  (PDF) (地图). Not to scale. Transport for London. January 2022  [13 January 2022]. （原始内容存档 (PDF)于8 January 2022）.
27. ↑  . Google Maps.   [12 July 2015]. （原始内容存档于2020-01-10）.
28. ↑   (PDF). Greater London Authority/Transport for London/London Borough of Camden. January 2015: 101  [2015-06-27]. （原始内容存档 (PDF)于2022-09-30）.
29. ↑  . HS2 in Camden.   [2018-11-10]. （原始内容存档于2022-09-29）.
30. ↑  . Crossrail 2. Mayor of London/Transport for London/Network Rail.   [27 June 2015]. （原始内容存档于15 March 2015）.
31. ↑  . Crossrail 2. 30 May 2018  [14 July 2022]. （原始内容存档于2022-09-27）.